# 甲府市遊亀公園附属動物園
甲府市遊亀公園附属動物園（こうふしゆうきこうえんふぞくどうぶつえん）は山梨県甲府市の甲府市遊亀公園内にある都市型の動物園である。

## 概要
1919年（大正8年）に恩賜上野動物園（東京都）、京都市動物園（京都府）、大阪市天王寺動物園（大阪府）に次いで日本で4番目に開業。
甲府市のほぼ中心にあり、敷地面積は約14,000m2。

## 沿革
- 1919年（大正8年）4月 - 甲府市に動物園を開設当時、公園用地として移譲された一蓮寺の境内に小動物を展示していた。
- 1926年（昭和元年） - アジアゾウを購入。このゾウが市立動物園ではじめて飼育されたゾウとなる。
- 1945年（昭和20年）7月 - 甲府空襲により全焼。
- 1952年（昭和27年）10月 - 戦後一時民間に貸出されていたが、甲府市に再び移管され市立動物園に戻る。
- 1952年（昭和27年）12月 - 文部省（現文部科学省）から指定・博物館相当施設に承認された。
- 1957年（昭和32年）12月 - 都市公園の指定を受け、名称を甲府市遊亀公園附属動物園として新発足した。
- 1985年（昭和60年）4月 - 友好都市である中国四川省・成都市からレッサーパンダ2頭が寄贈される。
- 1986年（昭和61年）5月 - ベニイロフラミンゴ10羽を四川省成都市へ寄贈した。
- 1989年（平成元年）9月 - 甲府市百周年記念事業で四川省成都市からジャイアントパンダを借入し、こうふ博'89の開催期間中に展示。
- 1992年（平成4年）5月 - 動物友好交流としてワオキツネザル、ワタボウシパンシェ、ベネットワラビーを四川省成都市へ寄贈。
- 2022年（令和4年）10月 - リニューアル工事のため休園。工事期間は4年半を予定。

## 飼育動物
- アカアシガメ
- アジアゾウ
- アフリカタテガミヤマアラシ
- アメリカビーバー
- エリマキキツネザル
- カイウサギ
- キバタン
- ケヅメリクガメ
- コーンスネーク
- コブハクチョウ
- ジェフロイクモザル
- シバヤギ
- シロテテナガザル
- チリーフラミンゴ
- チンパンジー
- フクロウ
- ブラジルバク
- ポニー
- ホルスフィールドリクガメ
- マゼランペンギン
- マレーグマ
- ミツユビリクガメ
- ミニチュアホース
- ミニブタ
- モルモット
- ライオン
- ルリコンゴウインコ
- ロバ
- ワオキツネザル
- ワタボウシパンシェ
- ワライカワセミ

## かつて飼育していた動物
- アカテタマリン
- アンデスコンドル
- カナダヤマアラシ
- カリフォルニアキングヘビ
- クロミミマーモセット
- ゴマフアザラシ
- コモンマーモセット
- コモンリスザル
- アカコンゴウインコ
- 甲州地どり
- ジャガー
- ピグミーマーモセット
- ベネットアカクビワラビー
- ベンガルトラ
- ホッキョクギツネ
- ホッキョクグマ
- ユキヒョウ
- レッサーパンダ

## 施設情報

### 開園時間
- 4 - 10月 9：00 - 17：00（入園は16：30まで）
- 11 - 3月 9：30 - 16：30（入園は16：00まで）

### 休園日
- 毎週 月曜日 （ただし月曜日が祝日、振替休日の場合は翌火曜日）
- 年末年始 12月29日 - 1月1日

## アクセス
- バス利用の場合
  - 甲府駅北口3番のりばから山梨交通バス伊勢町営業所行き（城東経由便を除く）(10・12・14・15・16系統が該当)に乗車、「遊亀公園」停留所下車
  - 甲府駅南口3番のりばから山梨交通バス伊勢町営業所行き、小瀬スポーツ公園行き、御所循環（中道橋経由）、豊富行きのいずれか(01・02・16・26・27・64・70・75・76・77・78系統が該当)に乗車、 「遊亀公園」停留所下車
  - 南甲府駅から武田神社行、積翠寺行のいずれか(10・12系統が該当)に乗車、「遊亀公園」停留所下車
  - 甲斐住吉駅から70系統 敷島団地行に乗車、「遊亀公園」停留所下車
    - 甲斐住吉駅に乗り入れるバスは本数が少ない為、注意が必要。

- 車利用の場合
  - 中央自動車道甲府南ICより甲府駅方面へ約10分

公園内2ヶ所に駐車場あり、約50台駐車可

## その他
- 動物園の敷地内に遊園地が併設されており、乗り物やゲーム機などの遊具が設置されている。動物園の入場者のみ利用可能で、それ以外の外部からの入場は不可となっているが、現在動物園が休園中のため、遊園地のみ公園の一部として一般に開放され営業時間内に自由に入場できるようになっている。
- 遊園地の入り口にはシルバー仮面と突撃! ヒューマン!!のＦＲＰ像が両作品の放送当時から長い間設置されていたが、動物園のリニューアル工事による休園に伴い、撤去されている。